# ジェフリー・ホール
ジェフリー・C・ホール (英: Jeffrey  Connor Hall, 1945年5月3日 - ) はアメリカ合衆国の遺伝学者、時間生物学者。ニューヨーク市ブルックリン区出身。ブランダイス大学、メイン大学名誉教授。2017年にノーベル生理学・医学賞を受賞した。
1969年アマースト大学卒業後、1971年ワシントン大学で遺伝学の博士号を取得。その後はカリフォルニア工科大学のシーモア・ベンザーの元で博士研究員となった。
1984年、ホールとマイケル・ロスバッシュの研究チームは、キイロショウジョウバエの遺伝子（period）をクローニングし、ショウジョウバエが体内時計を調節することができることを発見した。彼らはまた、この遺伝子によってコードされる伝令RNAおよびタンパク質は概日振動に応じて変化することを解明した。

## 受賞歴
- 2003年 アメリカ遺伝学会メダル
- 2009年 グルーバー賞神経科学部門
- 2011年 ルイザ・グロス・ホロウィッツ賞
- 2012年 ガードナー国際賞、マスリー賞
- 2013年 ショウ賞生命科学および医学部門[1]、ワイリー賞
- 2017年 ノーベル生理学・医学賞

## 参照
1. ↑  米科学者3氏が「ショウ賞」受賞、体内時計の仕組み解明に寄与（AFP通信）